# Фридмон
Фридмо́н — гипотетическая частица, внешняя масса и размеры которой малы, а внутренние размеры и масса могут превосходить внешние во много раз за счёт эффектов искривления пространства в общей теории относительности. Предположение о существовании таких частиц было сделано в 1966 году академиком М. А. Марковым. В ряде работ показана взаимосвязь гипотетической частицы и «закрытого мира», описанного российским учёным Александром Александровичем Фридманом, в честь которого частица и была названа. Марков утверждал, что фридмон обладает конкретным внутренним объёмом. В теории показано отсутствие принципиальных противоречий в возможности существования Вселенной в виде фридмона. В качестве фридмонов можно рассматривать все вселенные многомерного времени. Стабильность подобной системы, однако, оказалась чрезвычайно низкой, так что существование фридмонов считается практически невозможным.